# Llances de Schöningen
Les llances de Schöningen (en alemany Schöninger Speere) són una col·lecció de vuit llances de fusta, recollides entre 1995 i 1998 en una superfície minera en Schöningen, Alemanya. En termes arqueològics, aquestes llances són els exemples coneguts més antics d'armes fabricades per membres del gènere Homo.
D'acord amb algunes fonts, tenen al voltant d'uns 400.000 anys i estan relacionades amb restes de mamífers caçats.
Les llances, deformades per la pressió de la càrrega dels sediments, estan fetes d'avet prim i tiges rectes, a excepció de la llança IV que està feta de fusta de pi. La longitud de les llances està entre 1,82 i 2,25 metres, amb diàmetres que van dels 29 als 47 mil·límetres. Tenint en compte la datació, hagueren de ser utilitzades per l'Homo heidelbergensis, espècie d'homínids que va viure durant el Paleolític inferior i del seu estudi es desprèn que tenia sofisticades tècniques de caça, una estructura social complexa i formes de comunicació desenvolupades, habilitats intel·lectuals que li permetien planificació i actuació de la manera de l'home modern.